# Alpena (Arkansas)
Alpena es un pueblo ubicado en los condados de Boone y Carroll, Arkansas, Estados Unidos. Según el censo de 2020, tiene una población de 374 habitantes.

## Geografía
La localidad está ubicada en las coordenadas 36°17′34″N 93°18′13″O / 36.29278, -93.30361 (36.292752, -93.30371). Según la Oficina del Censo de los Estados Unidos, Alpena tiene una superficie total de 3.46 km², de la cual 3.45 km² corresponden a tierra firme y 0.01 km² es agua.

## Demografía
Según el censo de 2020, hay 374 personas residiendo en Alpena. La densidad de población es de 108,41 hab./km². El 83.69% son blancos, el 1.07% son amerindios, el 0.53% son asiáticos, el 2.41% son de otras razas y el 12.30% son de dos o más razas. Del total de la población, el 4.81% son hispanos o latinos de cualquier raza.